# Liste der Monuments historiques in Pomponne
Die Liste der Monuments historiques in Pomponne führt die Monuments historiques in der französischen Gemeinde Pomponne auf.

## Liste der Objekte
| Bezeichnung                                                    | Beschreibung           | Standort                               | Kennzeichnung | Schutzstatus | Datum | Bild |
| -------------------------------------------------------------- | ---------------------- | -------------------------------------- | ------------- | ------------ | ----- | ---- |
| Grabplatte für Martin Courtin († 1516), Grundherr von Pomponne | Stein, 16. Jahrhundert | in der Kirche St-Pierre-St-Paul (Lage) | PM77001361    | Classé       | 1906  |      |